# 细叶百脉根
细叶百脉根（学名：Lotus tenuis）为豆科百脉根属下的一个种。

## 扩展阅读
- 維基物種上的相關：细叶百脉根